# Pornography (album de The Cure)
Pour les articles homonymes, voir Pornography (film) et Pornographie.
Albums de The Cure
Faith
(1981) Japanese Whispers
(1983)
Singles
1. The Hanging Garden
Sortie : 12 juillet 1982[6]

Pornography est le quatrième album studio du groupe britannique The Cure : il est sorti le 4 mai 1982. Le disque constitue le point culminant de la trilogie dite cold wave du groupe, amorcée en 1980 avec l'album Seventeen Seconds et poursuivie en 1981 avec Faith. Album psychédélique, Pornography est enregistré sous l'emprise de drogues diverses telles que le LSD : le chanteur Robert Smith a produit en grande partie le disque avec l'assistance de Phil Thornalley, un jeune ingénieur lui aussi désireux de créer une musique expérimentale, avec des sons âpres. Malgré un aspect non-commercial, Pornography parvient à se hisser à la huitième place des charts de ventes d'albums en Grande Bretagne, à sa sortie.
Le premier concert de la tournée a lieu en France au Printemps de Bourges en avril 1982, où la majeure partie des titres de l'album est jouée pour la première fois sur le vieux continent. La chanson The Hanging Garden sort en single par la suite en juillet 1982.

## Historique
Pornography constitue en 1982 le disque le plus sombre de la carrière de The Cure, il paraît juste après deux autres albums mélancoliques, tournés vers l'introspection, Seventeen Seconds et Faith. Lors de sa conception, Robert Smith est en proie au doute ; ses textes évoquent le désespoir et une forme de nihilisme. Les mots « It doesn't matter if we all die (Ça n'a aucune importance si nous mourons tous) » débutent la face-a du disque, c'est la première phrase de la chanson One Hundred Years. Le disque se termine néanmoins avec une lueur d'espoir, avec la phrase, « I must fight this sickness, find a cure (Je dois combattre cette maladie, trouver un remède) ». L'ingénieur du son Phil Thornalley répond aux attentes du groupe qui veut faire évoluer leur son. Ils expérimentent en incorporant des bribes de dialogues de film dans la chanson titre du disque. Les sessions d'enregistrement s'effectuent dans une ambiance difficile ; les musiciens dorment peu et sont sous l'empire de l'alcool et de drogues diverses, telles que la cocaine et le LSD. La chanson A Short Term Effect (Un effet à court terme) parle d'effets hallucinogènes, générés par la consommation de produits stupéfiants, avec les mots, « static white sound (son statique blanc) ».

## Influences
Deux années après la sortie de l'album, Robert Smith, le chanteur et compositeur de The Cure, explique au magazine anglais NME avoir fortement été influencé par « le premier album des Psychedelic Furs qui avait une densité de son, vraiment puissante ». En 2004, au magazine Uncut, il cite une autre influence importante : « Quand nous sommes partis en tournée avec Siouxsie and the Banshees fin 1979, à ce moment-là ils ont eu une influence massive sur moi. [...] Ils sont le groupe qui m'ont amené à faire Pornography ». Lors d'une interview à Flexipop publiée en 1982, Robert Smith avait déjà évoqué ses influences en citant les albums Desertshore de Nico, Music for Films de Brian Eno, Axis: Bold as Love / Are You Experienced de Jimi Hendrix, Twenty Golden Greats de Frank Sinatra et The Early Piano Works d'Erik Satie parmi ceux qu'il « emmènerait dans un bunker après le big bang ».

## Accueil critique et commercial
Malgré son atmosphère désenchantée et jugée difficile d'accès, l'album entre dans le Top 10 britannique ainsi que dans le top 10 de Nouvelle-Zélande. Pour certains critiques, « la basse grave de Simon Gallup, mêlée à la batterie monotone de Lol Tolhurst, et la voix impassible de Robert Smith composent la bande son idéale pour tout amateur de rock gothique ». 
Pornography fut d'abord mal noté par le magazine Rolling Stone qui lui attribua une note de 1.5/5, ayant du mal à digérer son ambiance particulièrement oppressante.
Il est listé dans l'ouvrage de référence de Robert Dimery Les 1001 albums qu'il faut avoir écoutés dans sa vie.

## Musiciens
- Robert Smith - guitare, chant, claviers (One Hundred Years, The Hanging Garden, Cold, Pornography), violoncelle (Cold)
- Simon Gallup - basse, claviers (A Strange Day, Cold, Pornography)
- Laurence Tolhurst - batterie, claviers (One Hundred Years)

## Production
- Producteur : Phil Thornalley, The Cure
- Ingénieur : Mike Nocito, Robert Smith
- Assistant ingénieur : Phil Thornalley
- Photographie : Michael Kostiff
- Design pochette : Ben Kelly

## Réédition
Le 27 avril 2005, le disque bénéficie d'une réédition agrémentée d'un deuxième disque composé d'inédits et d'enregistrements en public,.

## Pornographysur scène
Selon Robert Smith, Pornography est le premier volet d'une trilogie qui se poursuit avec Disintegration en 1989 et qui se clôture avec Bloodflowers en 2000,.
Pornography, Disintegration et Bloodflowers sont joués en concert dans leur intégralité au cours de deux concerts au Tempodrom de Berlin en novembre 2002 et à Bruxelles (Forest National). Les concerts berlinois ont fait l'objet d'un enregistrement audio-vidéo intégral que l'on retrouve sur le double DVD intitulé Trilogy.

« Les albums Pornography, Disintegration et Bloodflowers sont inexorablement liés pour bien des raisons, et la réalisation du programme Trilogy fait la lumière sur mon expérience de The Cure. »

— Robert Smith (2002)

## Liste des titres

### Édition originale
Tous les titres ont été écrits et composés par Simon Gallup, Robert Smith, Laurence Tolhurst
| 1. | One Hundred Years   | 6:43 |
| 2. | A Short Term Effect | 4:24 |
| 3. | The Hanging Garden  | 4:36 |
| 4. | Siamese Twins       | 5:30 |

| 5. | The Figurehead | 6:17 |
| 6. | A Strange Day  | 5:06 |
| 7. | Cold           | 4:28 |
| 8. | Pornography    | 6:29 |

### Réédition 2005
CD 1 - The Original Album
Liste identique à celle de l'album original
CD 2 - Rarities 1981-1982
| No  | Titre | Durée |
| --- | --- | ----- |
| 1.  | Break (group home instrumental demo, 11/1981)                                                                 | 2:11  |
| 2.  | Demise (studio instrumental demo, 12/1981)                                                                    | 2:09  |
| 3.  | Temptation (studio instrumental demo, 12/1981)                                                                | 4:00  |
| 4.  | The Figurehead (studio demo, 12/1981)                                                                         | 6:12  |
| 5.  | The Hanging Garden (studio demo, 12/1981)                                                                     | 5:29  |
| 6.  | One Hundred Years (studio demo, 12/1981)                                                                      | 7:00  |
| 7.  | Airlock - The Soundtrack (instrumental, 03/1982)                                                              | 13:07 |
| 8.  | Cold (live at Hammersmith Odeon, 05/1982)                                                                     | 3:54  |
| 9.  | A Strange Day (live at Hammersmith Odeon, 05/1982)                                                            | 4:05  |
| 10. | Pornography (live at Hammersmith Odeon, 05/1982)                                                              | 5:55  |
| 11. | All Mine (live Hammersmith Odeon, 05/1982 - figure sur la version cassette de l'album Concert: The Cure Live) | 2:54  |
| 12. | A Short Term Effect (live in Bruxelles, 06/1982)                                                              | 4:05  |
| 13. | Siamese Twins (live in Bruxelles 06/1982)                                                                     | 6:03  |
| 14. | Temptation Two (aka LGTB) (Robert Smith studio demo 07/1982)                                                  | 3:57  |

## Classements hebdomadaires
| Classement (1982)             | Meilleure place |
| ----------------------------- | --------------- |
| Australie (Kent Music Report) | 39              |
| Nouvelle-Zélande (RIANZ)      | 9               |
| Pays-Bas (Mega Album Top 100) | 17              |
| Royaume-Uni (UK Albums Chart) | 8               |
| Suède (Sverigetopplistan)     | 45              |

| Classement (2005)            | Meilleure place |
| ---------------------------- | --------------- |
| Belgique (Wallonie Ultratop) | 70              |
| France (SNEP)                | 81              |
| Italie (FIMI)                | 89              |

| Classement (2022)                   | Meilleure place |
| ----------------------------------- | --------------- |
| États-Unis (Billboard 200)          | 133             |
| États-Unis (Top Alternative Albums) | 17              |
| États-Unis (Top Rock Albums)        | 24              |
| États-Unis (Vinyl Albums)           | 4               |

## Certification
| Pays              | Certification | Date       | Unités certifiées |
| ----------------- | ------------- | ---------- | ----------------- |
| Royaume-Uni (BPI) | Argent        | 21/02/2025 | 60 000            |